# Velina Tchakarova
Velina Tchakarova (bulgarisch Велина Чакърова; geboren am 16. Juli 1979 in Sofia) ist eine bulgarisch-österreichische Politikwissenschaftlerin mit den Schwerpunkten strategische Geopolitik sowie europäische und globale Energie- und Sicherheitsthemen.

## Leben und Ausbildung
Velina Tchakarova wurde in der bulgarischen Hauptstadt Sofia geboren und besuchte dort das deutschsprachige Galabov-Gymnasium, welches sie sowohl mit der bulgarischen Matura und dem deutschen Abitur abschloss. Von 1998 bis 2003 studierte sie Makroökonomie und internationale Beziehungen an der Universität für National- und Weltwirtschaft Sofia mit einem Bachelorabschluss im Jahr 2003. Anschließend absolvierte sie an der Ruprecht-Karls-Universität Heidelberg einen Masterstudiengang in Politikwissenschaft und Südasienstudien, den sie 2006 mit Auszeichnung abschloss. In Heidelberg war sie im Jahr 2003 als Studienassistantin bei Tanja Börzel tätig und von 2004 bis 2006 als lehrbeauftragte Assistentin bei Subrata Mitra. Im Anschluss folgte von 2016 an ein Promotionsstudium an der Universität Wien zu den strategischen Verschiebungen in Aserbaidschan, Belarus und der Ukraine. Weitere spezifische Ausbildungen folgten im Bereich globaler Risikoanalysen (The Mini-Certificate in Real World Risk or How to Make Decisions Under Uncertainty, Nassim Taleb, New York) in den USA sowie von 2020 bis 2022 eine trinationale Qualifikation Advanced Strategic Course Certificate in Paris, Berlin und Brüssel im Rahmen des European Security and Defence College (ESDC).
Neben Bulgarisch spricht sie Englisch, Deutsch, Russisch, B/K/S und Italienisch. 
Tchakarova ist mit dem Manager Boyko Tchakarov verheiratet und hat einen Sohn und eine Tochter.

## Berufliches Wirken
Bereits während ihres Studiums war Tchakarova 2001 im bulgarischen Außenministerium als Praktikantin tätig. Während und nach ihrer Studienzeit in Heidelberg war sie bis 2009 am Heidelberg Institute on International Conflict Research (HIIK) im Bereich Konfliktforschung (Datenbank KOSIMO / Konflikt Barometer) tätig, mit einem Fokus auf die russischen Kriege gegen Tschetschenien. Von 2010 bis 2023 war Tchakarova Research Fellow, Senior Research Fellow und schließlich Direktorin (2018–2023) des Austrian Institute for European and Security Policy (AIES), welches sie durch eine Vielzahl von wissenschaftlichen und medialen Publikationen, Policy Briefs, Studien, Events und Konferenzen (vgl. Weblink zum Profil auf AIES) zum führenden österreichischen Institut für europäische und globale Sicherheitsthemen machte. In ihrer Funktion war sie u. a. Expertin der EU-Kommission für die Analyse der Entwicklungen in Osteuropa in Bezug auf die EU-Politik sowie geostrategische Fragen.
Von 2020 bis 2023 war Tchakarova Lehrbeauftragte am Real World Risk Institute (RWRI) von Nassim Nicholas Taleb. Seit 2022 ist sie Mitglied des WICCI’s India-EU Business Council, seit 2023 Visiting Fellow des Observer Research Foundation (ORF) und Board-Member des französischen Thinktanks Eastern Circles. Seit 2024 ist Tchakarova u. a. Mitglied des wissenschaftlichen Beirats des Europäischen Forum Alpbach. Im Jahr 2023 gründete sie das geopolitische Beratungsunternehmen FACE. Seit 2024 unterrichtet sie u. a. an der Sigmund-Freud Privatuniversität Wien zu Theorien der Internationalen Beziehungen. 
Tchakarova wird auch regelmäßig als Expertin in politische Gremien beigezogen, u. a. als ständiges Mitglied des Sicherheits- und Strategieausschusses der Wissenschaftskommission des österreichischen Bundesministeriums für Landesverteidigung, zur Entwicklung der neuen österreichischen Sicherheitsstrategie oder der so genannten „Gas-Unabhängigkeitskommission“ des österreichischen Klimaministeriums. Zudem ist sie Vorstandsmitglied des The Defence Horizon Journal.
Tchakarova tritt als Autorin, Expertin und Kommentatorin für geostrategische Fragen sowie Fragen der nationalen und internationalen Sicherheits- und Energiepolitik in einer Vielzahl von österreichischen, deutschen und internationalen Podcasts, TV-Produktionen, Zeitungen und Zeitschriften auf.

### Begriff „Drachenbär“ / „Dragonbear“
Im Jahr 2015 prägte Tchakarova den Begriff „Drachenbär“ bzw. auf Englisch „Dragonbear“, um die geopolitische und strategische Annäherung zwischen China und Russland plastisch zu umschreiben. Die beiden Tiere beziehen sich auf die jeweiligen identitätsstiftenden mythischen Tiere, den Drachen Long für China und den russischen Bär als Nationalallegorie. Diese Beziehung erstreckt sich weit über wirtschaftliche und sicherheitspolitische Bereiche hinaus und zielt auf die Neugestaltung weg von bilateralen Beziehungen hin auf die Gestaltung der globalen Ordnung im 21. Jahrhundert zu einer multipolaren Weltordnung. Der Begriff wurde von der internationalen Forschung aufgegriffen und laufend verwendet.

## Publikationen (Auswahl)
- 2010: Zwischeneuropa im Spannungsfeld außen- und sicherheitspolitischer Interessen der EU und Russlands, AIES Fokus 3.
- 2010: Die Östliche Partnerschaft: ein Königsweg für Osteuropa zwischen europäischen Integrationsalternativen und russischen Machtaspirationen? AIES Fokus 9/2010.
- 2011: mit Michael Fuker: Indien und Pakistan – Atommächte im Spannungsfeld regionaler und globaler Veränderungen. Beträge zur Außen- und Sicherheitspolitik Südasiens, Buchrezension. In: Internationale Gesellschaft und Politik. 1/2011.
- 2011: Ein NATO-Raketenabwehrschild in Europa: Ambitioniertes Abrüstungsprojekt oder Auslöser eines neuen Rüstungswettlaufs? AIES Fokus 7/2011.

- 2011: Die EU-Politik gegenüber dem Schwarzmeerraum: Bestandsaufnahme und zukünftige sicherheitspolitische Herausforderungen. AIES Studie im Auftrag des Österreichischen BMLVS, Dezember 2011.
- 2012: Ausbau der sicherheitspolitischen Dimension der EU-Politik gegenüber Osteuropa: ein geostrategischer Imperativ? AIES Studie im Auftrag des Österreichischen BMLVS, Mai 2012.
- 2012: Die Zukunft der Erweiterungspolitik der EU: von normativer Macht zum geopolitischen Imperativ? AIES Fokus 2/2012.
- 2013: Die EU und Russland: strategische Partner ohne strategische Bindung. In: Wienerblätter. Wien.
- 2013: mit Algieri: Sicherheitspolitische Interessen und Prioritäten der Visegrad-Länder im Vergleich: auf dem Weg zu mehr Konvergenz? In: Johann Frank, Walter Matyas (Hrsg.): Strategie und Sicherheit: Chancen und Grenzen europäischer militärischer Integration. Böhlau Verlag, Wien 2013, 371-380.
- 2013: Russlands sicherheitspolitische Paradigmen im 21. Jahrhundert: Optionen für die strategische Partnerschaft mit der Europäischen Union. AIES Studie im Auftrag des Österreichischen BMLVS, April 2013.
- 2014: Die Militärreform in Russland: eine Zwischenbilanz. AIES Studie im Auftrag des Österreichischen BMLVS. März 2015, Wien.
- 2014: Der Ausbau der sicherheitspolitischen Dimension der EU-Politik gegenüber Osteuropa: Ein geostrategischer Imperativ? München 2014.
- 2015: Östliche Partnerschaft: Die Ukraine als Faustpfand zwischen Ost und West. Wirtschaftspolitische Integrationsoptionen unter besonderer Berücksichtigung des Beziehungsgeflechts Europäische Union-Ukraine-Russland. AIES Studie im Auftrag des Österreichischen BMLVS. März 2015, Wien.
- 2015: The Russia, China Alliance: What Does „The Dragonbear“ Aim To Achieve In Global Affairs? September 8, 2015. Emerging Equity.
- 2016: mit David Jaklin: Die Rolle der OSZE in der gegenwärtigen europäischen Sicherheitsarchitektur. Allgemeiner sicherheitspolitischer Bedeutungswandel der OSZE im Kontext neuer Bedrohungen. AIES Arbeitspapier im Auftrag des Österreichische BMLVS, Januar 2016.
- 2016: Das Globale System und das äußerst problematische Beziehungsgeflecht zwischen der EU, der Ukraine und Russland. Eine Analyse aus europäischer Perspektive unter Berücksichtigung globaler und regionaler Konstellationen. AIES Studie im Auftrag des Österreichischen BMLVS. Wien Juni 2016.
- 2017: Global System Transformation: What to Expect from System Transition? In:  Judith Fritz, Nino Tomaschek (Hrsg.): Veränderung. Bd. 5, Münster 2017.
- 2019: EU-Entwicklungsszenarien 2020. In: Bundesministerium für Landesverteidigung Sicherheitspolitische Jahresvorschau 2020, Direktion für Sicherheitspolitik, Wien 2019, S. 104–109.
- 2020: mit Sofia Maria Satanakis: EU – NATO Relations: Enhanced Cooperation Amidst Increased Uncertainty, AIES Fokus 04/2020.
- 2021: India and China: Geopolitics in the Indo-Pacific Decade, TDHJ Special Edition I/21. Geopolitics, Februar 2021, S. 14–19.
- 2021: Europas Sternstunde einer geostrategischen Neuausrichtung. In: Der strategische Kompass der Europäischen Union, Direktion Verteidigungspolitik und internationale Beziehungen, Bundesministerium für Landesverteidigung, Wien 2021.
- 2021: Country Perspectives – Austria. In: Euro-Atlantic Concerns regarding a US »Sole Purpose« Policy, A Review of Twenty-One National Perspectives. Anna Clara Arndt, Liviu Horovitz, Claudia Major, Jonas Schneider, Lydia Wachs (eds.). Research Division International Security, WP Nr. 4 December 2021.
- 2022: Bifurcation of the Global System. In: Ursula Werther-Pietsch, Beatrix Austin: Envisioning peace in a time of war: the new school of multilateralism, Wien 2022.
- 2022: Enter the „DragonBear“: The Russia-China Partnership and What it Means for Geopolitics, ORF Issue Brief No. 538, April 2022, Observer Research FoundationLivia Benko (2022): Austria: The bridge-building approach to the Three Seas Initiative - avenues for improvement. In: Andris Sprūds, Mārtiņš Vargulis (2022): Three Seas Initiative: Mapping National Perspectives. Latvian Institute of International Affairs
- 2022: mit Livia Benko: Austria: The bridge-building approach to the Three Seas Initiative - avenues for improvement. In: Andris Sprūds, Mārtiņš Vargulis (2022): Three Seas Initiative: Mapping National Perspectives. Latvian Institute of International Affairs.
- 2023: Russlands Krieg gegen die Ukraine: Sicherheit, Militär, Geopolitik. In: Andreas Khol, Stefan Karner, Wolfgang Sobotka, Bettina Rausch, Günther Ofner (Hrsg.): Österreichisches Jahrbuch für Politik 2022, Wien 2023.
- 2023: Putin und Xi: Allianz der Autokraten. Der Pragmaticus
- 2023: Geopolitics and Geoeconomic Warfare Russia’s War Against Ukraine. Implications and Challenges for European Security Policy. In: Milosz Hodun, Francesco Cappaletti (Hrsg.): Putin’s Europe – A Comprehensive Analysis of Russia’s Influence in Europe, European Liberal Forum, Project Polska, Brussels-Warsaw 2023.